# Куп Кариба
Куп Кариба је био оригинални турнир фудбалских репрезентација националних савеза чланица Карипског фудбалског савеза. Први турнир, (који је финансирала компанија Шел а водио га бивши играч енглеског крикета Фред Рамзи), био је одржан 1989. године на Барбадосу. Куп Кариба служио је као квалификациони турнир међу члановима ФСК за златни куп Конкакафа. Карипски куп је заменио такмичење ФСК шампионат које је било активно између 1978. и 1988. године.
Тринидад и Тобаго, осмоструки победници, и Јамајка, шестоструки победник, били су најуспешнији, освојивши укупно 14 од 18 титула. Турнир су још освојили и Мартиник, Хаити, Куба и Курасао.
Године 1990., на дан финала, побуна у Тринидаду и Тобагу, држави домаћину, од стране муслиманске организације Џамат ал Муслим против владе, довела је до прекида турнира, а била је преостала само финална утакмица и плеј-оф. Такође, турнир није одржан 2000., 2002. и 2003. године.
Турнир одржан 2017. године био је 19. и последњи. Турнир је прекинут у корист учешћа у Конкакафова лига нација.

## Спонзори
Током година, турнир је именован и мењао имена у зависности ко је био спонзор такмичења. Први спонзор од настанка такмичења 1989. године је био Шел.
До фебруара 1996. године Џек Ворнер је најавио ново спонзорство од компаније за спортску одећу Умбро за Куп Кариба 1996.  Умбро је такође био коспонзор са Шелом турнира одржаним 1997. године. Већ за наредни турнир 1998. године Умбро се повукао и Шел је остао једини спонзор.
У октобру 1998., током прве и једине године спонзорства од стране Ејжа ворлд груп (Asia Sport Group) спортске маркетиншке организације, такмичење је променило име у Куп Кариба. Председник ФСКа Џек Ворнер изјавио је да је измена направљена како би се истакло да ово такмичење подржава и огранак је Копа де Оро. Интер/Форевер са седиштем у Флориди (Traffic Group) договорио је спонзорски уговор који ће заменити споразум Ејжа ворлд груп у јануару 1999. Такмичење је задржало назив Куп Кариба за сезоне 1999. и 2001. године.
Такмичење није одржано 2003. године, већ су се тимови фокусирали на квалификациони турнир само за групну фазу.
Карипска компанија за мобилне телефоне Дигицел преузела је спонзорство 2004. године  , у јуну 2007. договорили су се да спонзоришу догађаје 2008. и 2010. Издања такмичења за 2012. и 2014. нису имала насловног спонзора, док је последњи турнир (2017. године) спонзорисала Скошиа банка.

## Куп Кариба − турнири
| Година                 | Домаћин                               |                                                      | Финале                                               | Финале                                               | Финале                                     |                                            | Утакмица за треће место                    | Утакмица за треће место | Утакмица за треће место |
| Година                 | Домаћин                               | Победник                                             | Резултат                                             | Финалиста                                            | Треће место                                | Резултат                                   | Четврто место                              |                         |                         |
| Шел Куп Кариба         | Шел Куп Кариба                        | Шел Куп Кариба                                       | Шел Куп Кариба                                       | Шел Куп Кариба                                       | Шел Куп Кариба                             | Шел Куп Кариба                             | Шел Куп Кариба                             | Шел Куп Кариба          | Шел Куп Кариба          |
| ---------------------- | ------------------------------------- | ---------------------------------------------------- | ---------------------------------------------------- | ---------------------------------------------------- | ------------------------------------------ | ------------------------------------------ | ------------------------------------------ | ----------------------- | ----------------------- |
| 1989. Детаљи           | Барбадос                              |                                                      | · Тринидад и Тобаго                                  | 2:1                                                  | · Гренада                                  |                                            | Гваделуп                                   | н/и                     | Холандски Антили        |
| 1990. Детаљи           | Тринидад и Тобаго                     | Турнир је прекинут · ( Тринидад и Тобаго и Мартиник) | Турнир је прекинут · ( Тринидад и Тобаго и Мартиник) | Турнир је прекинут · ( Тринидад и Тобаго и Мартиник) | Турнир је прекинут · ( Јамајка и Барбадос) | Турнир је прекинут · ( Јамајка и Барбадос) | Турнир је прекинут · ( Јамајка и Барбадос) |                         |                         |
| 1991. Детаљи           | Јамајка                               | · Јамајка                                            | 2:0                                                  | · Тринидад и Тобаго                                  | · Света Луција                             | 4:1                                        | · Гвајана                                  |                         |                         |
| 1992. Детаљи           | Тринидад и Тобаго                     | · Тринидад и Тобаго                                  | 3:1                                                  | · Јамајка                                            | · Мартиник                                 | 1:1 (5–3 пен.)                             | · Куба                                     |                         |                         |
| 1993. Детаљи           | Јамајка                               | · Мартиник                                           | 0:0 (6–5 пен.)                                       | · Јамајка                                            | · Тринидад и Тобаго                        | 3:2                                        | · Сент Китс и Невис                        |                         |                         |
| 1994. Детаљи           | Тринидад и Тобаго                     | · Тринидад и Тобаго                                  | 7:2                                                  | · Мартиник                                           | Гваделуп                                   | 2:0                                        | · Суринам                                  |                         |                         |
| 1995. Детаљи           | Кајманска Острва · Јамајка            | · Тринидад и Тобаго                                  | 5:0                                                  | · Сент Винсент и Гренадини                           | · Куба                                     | 3:0                                        | · Кајманска Острва                         |                         |                         |
| Шел/Умбро Куп Кариба   |                                       |                                                      |                                                      |                                                      |                                            |                                            |                                            |                         |                         |
| 1996. Детаљи           | Тринидад и Тобаго                     |                                                      | · Тринидад и Тобаго                                  | 2:0                                                  | · Куба                                     |                                            | · Мартиник                                 | 1:1 (3–2 пен.)          | · Суринам               |
| 1997. Детаљи           | Антигва и Барбуда · Сент Китс и Невис | · Тринидад и Тобаго                                  | 4:0                                                  | · Сент Китс и Невис                                  | · Јамајка                                  | 4:1                                        | · Гренада                                  |                         |                         |
| Шел Куп Кариба         |                                       |                                                      |                                                      |                                                      |                                            |                                            |                                            |                         |                         |
| 1998. Детаљи           | Јамајка · Тринидад и Тобаго           |                                                      | · Јамајка                                            | 2:1                                                  | · Тринидад и Тобаго                        |                                            | · Хаити                                    | 3:2                     | · Антигва и Барбуда     |
| Куп Кариба             |                                       |                                                      |                                                      |                                                      |                                            |                                            |                                            |                         |                         |
| 1999. Детаљи           | Тринидад и Тобаго                     |                                                      | · Тринидад и Тобаго                                  | 2:1                                                  | · Куба                                     |                                            | Хаити · Јамајка                            | н/и                     |                         |
| 2001. Детаљи           | Тринидад и Тобаго                     | · Тринидад и Тобаго                                  | 3:0                                                  | · Хаити                                              | · Мартиник                                 | 1:0                                        | · Куба                                     |                         |                         |
| Дигицел Куп Кариба     |                                       |                                                      |                                                      |                                                      |                                            |                                            |                                            |                         |                         |
| 2005. Детаљи           | Барбадос                              |                                                      | · Јамајка                                            | БС                                                   | · Куба                                     |                                            | · Тринидад и Тобаго                        | БС                      | · Барбадос              |
| 2007. Детаљи           | Тринидад и Тобаго                     | · Хаити                                              | 2:1                                                  | · Тринидад и Тобаго                                  | · Куба                                     | 2:1                                        | Гваделуп                                   |                         |                         |
| 2008. Детаљи           | Јамајка                               | · Јамајка                                            | 2:0                                                  | · Гренада                                            | Гваделуп                                   | 0–0 (5–4 пен.)                             | · Куба                                     |                         |                         |
| 2010. Детаљи           | Мартиник                              | · Јамајка                                            | 1:1 (5–4 пен.)                                       | Гваделуп                                             | · Куба                                     | 1:0                                        | · Гренада                                  |                         |                         |
| Куп Кариба             |                                       |                                                      |                                                      |                                                      |                                            |                                            |                                            |                         |                         |
| 2012. Детаљи           | Антигва и Барбуда                     |                                                      | · Куба                                               | 1:0                                                  | · Тринидад и Тобаго                        |                                            | · Хаити                                    | 1:0                     | · Мартиник              |
| 2014. Детаљи           | Јамајка                               | · Јамајка                                            | 0:0 (4:3 пен.)                                       | · Тринидад и Тобаго                                  | · Хаити                                    | 2:1                                        | · Куба                                     |                         |                         |
| Скошијабенк Куп Кариба |                                       |                                                      |                                                      |                                                      |                                            |                                            |                                            |                         |                         |
| 2017. Детаљи           | Мартиник                              |                                                      | Курасао                                              | 2:1                                                  | · Јамајка                                  |                                            | · Француска Гвајана                        | 1:0                     | · Мартиник              |

## Постигнути резултати
Табела шампионата на националном нивоу за регион ФСК. Године у курзиву указују да је нација била домаћин или делила домаћинство.
| Репрезентација           | Титула                                                    | Финалиста                           | Треће место                   | Четврто место                 |
| ------------------------ | --------------------------------------------------------- | ----------------------------------- | ----------------------------- | ----------------------------- |
| Тринидад и Тобаго        | 8 (1989., 1992., 1994., 1995., 1996., 1997., 1999., 2001) | 5 (1991., 1998., 2007., 2012, 2014) | 2 (1993., 2005)               | 0                             |
| Јамајка                  | 6 (1991., 1998., 2005., 2008., 2010., 2014.)              | 3 (1992., 1993., 2017)              | 2 (1997., 1999)               | 0                             |
| Куба                     | 1 (2012)                                                  | 3 (1997., 1999, 2005)               | 3 (1995., 2007., 2010)        | 4 (1992., 2001., 2008., 2014) |
| Хаити                    | 1 (2007)                                                  | 1 (2001)                            | 4 (1998., 1999., 2012., 2014) | 0                             |
| Мартиник                 | 1 (1993)                                                  | 1 (1994)                            | 3 (1992., 1996., 2001)        | 2 (2012., 2017.)              |
| Курасао                  | 1 (2017)                                                  | 0                                   | 0                             | 1 (1989)                      |
| Гренада                  | 0                                                         | 2 (1989., 2008)                     | 0                             | 2 (1997., 2010)               |
| Гваделуп                 | 0                                                         | 1 (2010)                            | 3 (1989), (1994), (2008)      | 1 (2007)                      |
| Сент Китс и Невис        | 0                                                         | 1 (1997.)                           | 0                             | 1 (1993)                      |
| Сент Винсент и Гренадини | 0                                                         | 1 (1995)                            | 0                             | 0                             |
| Света Луција             | 0                                                         | 0                                   | 1 (1991)                      | 0                             |
| Француска Гвајана        | 0                                                         | 0                                   | 1 (2017)                      | 0                             |
| Суринам                  | 0                                                         | 0                                   | 0                             | 2 (1994., 1996)               |
| Гвајана                  | 0                                                         | 0                                   | 0                             | 1 (1991)                      |
| Кајманска Острва         | 0                                                         | 0                                   | 0                             | 1 (1995.)                     |
| Антигва и Барбуда        | 0                                                         | 0                                   | 0                             | 1 (1998)                      |
| Барбадос                 | 0                                                         | 0                                   | 0                             | 1 (2005.)                     |

## Признања
| Година | Највреднији играч | Најбољи стрелац(Само финална група)                    | Најбољи голман | Фер-плеј          |
| ------ | ----------------- | ------------------------------------------------------ | -------------- | ----------------- |
| 1989.  | Стив Марк         | Двајт Јорк, Филберт Џонс (2. гола)                     |                | Гренада           |
| 1991.  | Пол Дејвис        | Пол Дејвис (5. голова)                                 |                |                   |
| 1992.  |                   | Леонсон Луис (7. голова)                               |                |                   |
| 1993.  | Волтер Бојд       | Жан-Мишел Модестин (5. голова)                         |                | Сент Китс и Невис |
| 1994.  | Дејвид Нахид      |                                                        |                |                   |
| 1995.  | Дејвид Нахид      |                                                        |                |                   |
| 1996.  |                   | Расел Латапи (6. голова)                               |                |                   |
| 1997.  | Џарен Никсон      |                                                        | Клејтон Инсе   |                   |
| 1998.  | Стерн Џон         | Стерн Џон (10. голова)                                 | Клејтон Инс    |                   |
| 1999.  | Расијел Мартинез  | Аријел Алварез (5. голова)                             | Клејтон Инсе   |                   |
| 2001.  | Денис Лоренс      | Голман Пјер (5. голова)                                | Клејтон Инс    |                   |
| 2005.  | Енди Вилијамс     | Лутон Шелтон (9. голова)                               |                |                   |
| 2007.  | Пјер Ричард Бруни | Гари Глазгов (6. голова)                               |                |                   |
| 2008.  | Ерик Вернан       | Китсон Бајн, Лутон Шелтон (5. голова)                  |                |                   |
| 2010.  | Родолф Остин      | Дејн Ричардс, Китсон Бајн (3. гола)                    |                |                   |
| 2012.  |                   | осам играча (2. гола)                                  |                |                   |
| 2014.  | Родолф Остин      | Кервенс Белфорд, Дарен Матокс и Кевин Молино (3. гола) | Андре Блејк    | Хаити             |
| 2017.  | Гино ван Кесел    | Елсон Хои (2. гола)                                    | Елој Рум       |                   |